# Delco Carousel IV
Das Delco Carousel IV war ein weit verbreitetes Trägheitsnavigationssystem (INS) des US-amerikanischen Herstellers Delco Electronics und das erste ab Werk verbaute INS in Verkehrsflugzeugen. Es ermöglichte das Navigieren zu Wegpunkten, die lediglich durch ihre geographischen Koordinaten festgelegt waren, ohne den Rückgriff auf einen Navigator oder Funknavigation.

## Geschichte

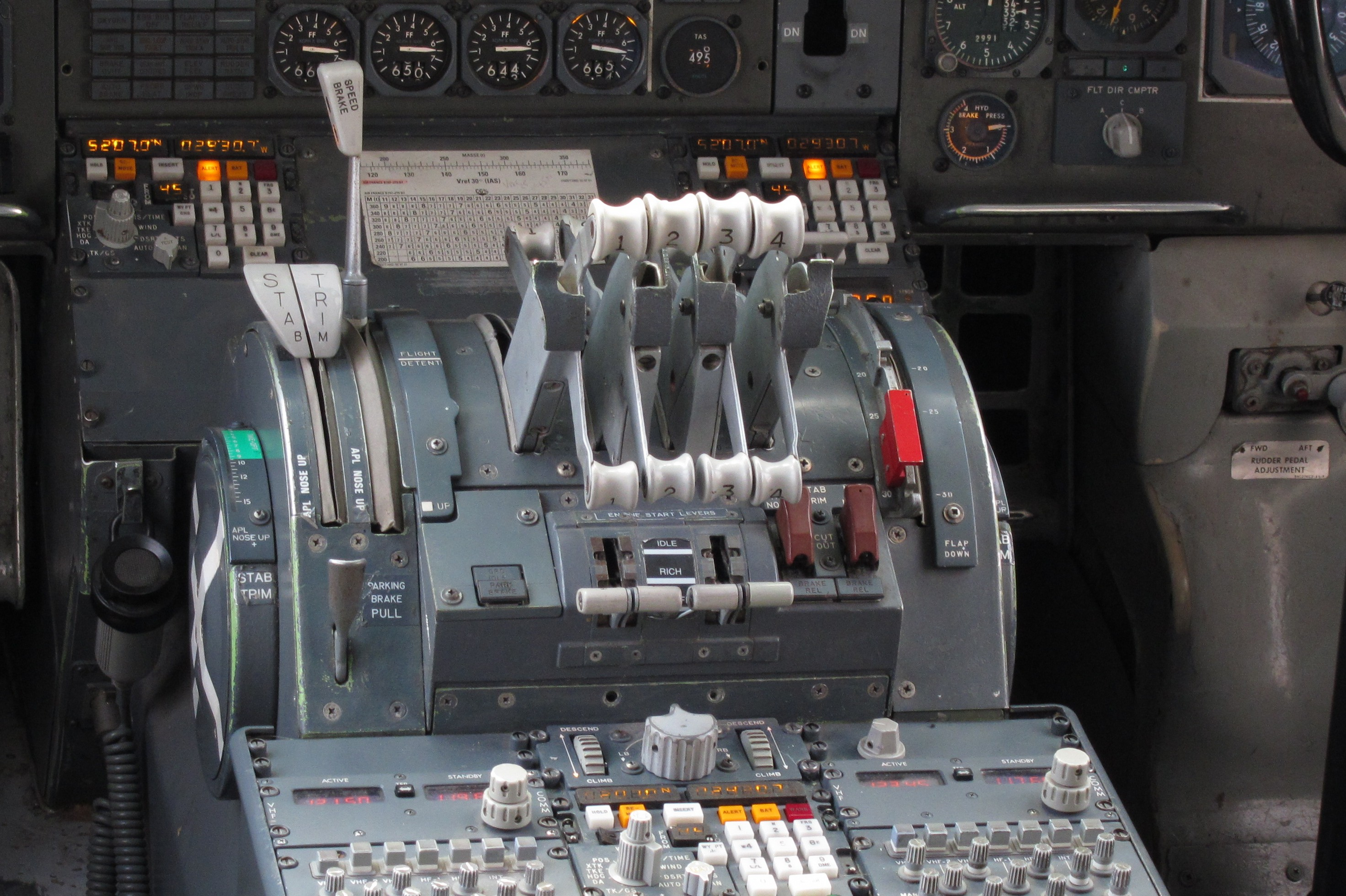
Cockpit einer Air-France-Boeing-747-100 mit dreifacher Ausführung des Delco Carousel IV: Je eine Bedieneinheit für den Kommandanten und den Ersten Offizier in der vorderen Mittelkonsole sowie eine dritte Einheit in der hinteren Mittelkonsole.

Die Navigation über lange Strecken hatte sich in der Zeit nach dem Ende des Zweiten Weltkriegs zunächst nicht sonderlich verändert: Neben dem Einsatz eines Navigators war insbesondere das Navigieren über bodengebundene Dreh- und Kreisfunkfeuer in der zivilen Luftfahrt üblich. Die hierfür erforderlichen, kostspieligen Einrichtungen waren in strukturschwachen Regionen sowie Entwicklungsländern jedoch nicht immer gegeben respektive nicht immer zuverlässig; auf langen Überwasserflügen waren sie ebenso wenig zu realisieren. Gleichzeitig sorgte der Anstieg des weltweiten Luftverkehrs dafür, dass man im Hinblick auf einen sicheren Flugbetrieb und das Einhalten der Staffelung zuverlässigere Lösungen finden musste. Die Dopplernavigation stellte einen ersten Vorstoß in diese Richtung dar, wurde aber, verglichen mit der späteren Marktdurchdringung des Carousel IV, verhalten aufgenommen.
Im Jahre 1966 setzte Pan Am als erster ziviler Betreiber mit dem Sperry SGN10 testweise ein Trägheitsnavigationssystem ein. Wenngleich sich Sperry mit dem SGN10 nicht durchsetzen konnte und Pan Am nach Beendigung des Probebetriebs keine Einheiten bestellte, griff der Flugzeughersteller Boeing das Thema eines Trägheitsnavigationssystems im Rahmen des Konstruktionsprozesses um seine 747 wieder auf und vergab den Auftrag für Entwicklung und Bau eines solchen Systems im Februar 1967 nach Ausschreibung an Delco Electronics, ein Tochterunternehmen von General Motors. Delco Electronics hatte zuvor ebenfalls das Trägheitsnavigationssystem für das Apollo-Programm der NASA bereitgestellt und unter Wiederverwendung einiger Komponenten entstand das Delco Carousel IV für die zivile Luftfahrt.
Nach Abschluss der Tests an Bord einer Douglas DC-8 der Finnair im Februar 1969 und Zulassung ging das Carousel IV ab Dezember desselben Jahres in den Linienbetrieb über. Die Boeing 747 war das erste Verkehrsflugzeug, das ab Werk mit einem Delco Carousel IV versehen wurde und ebenso das erste zivile Flugzeug überhaupt, das ab Werk mit einem Trägheitsnavigationssystem ausgestattet wurde. Die Maschine konnte per Zulassung weltweit eingesetzt werden und Wegpunkte einzig auf Basis ihrer geographischen Koordinaten ansteuern, ohne einen Navigator mitführen zu müssen, was für die damalige Zeit ein Novum darstellte. Die Kosten für das Carousel IV beliefen sich an diesem Punkt auf rund 75.000 US-$. Delco sicherte sich seitens Boeing die Exklusivrechte, die ersten 200 Boeing 747 mit dem Carousel IV ausstatten zu dürfen.
Es entstanden im Laufe der Zeit weitere Unterversionen und Verbesserungen des Systems, wie das Carousel IV-A, das die Möglichkeit zur Positionsaktualisierung im Flug und zur Wegpunkteinspeisung über einen Kartenleser bot. Bei dem Carousel IV-C handelte es sich hingegen um eine eigens für die Concorde entwickelte Carousel-Version, die auch jenseits der Schallgeschwindigkeit zuverlässig arbeitete, während das Carousel IV-E für militärische Zwecke abgeändert worden war.
Das Delco Carousel IV und seine Bedieneinheit mögen – gemessen an heutigen Flight-Management-Systemen und deren GNSS-gestützter RNAV-Umsetzung – primitiv erscheinen. Dennoch markierte das System einen bedeutenden Schritt in der Entwicklung moderner Navigationslösungen. Wenngleich der begrenzte Speicherplatz für nur neun Wegpunkte häufig die Eingabe weiterer Wegpunkte im Flug notwendig machte und aufgrund der mit der Zeit wachsenden Ungenauigkeiten ein kompliziertes Verfahren zur Positionsaktualisierung notwendig war, das – falsch ausgeführt – das ganze Trägheitsnavigationssystem nutzlos machte, erfreute sich das Delco Carousel einer großen Beliebtheit. Es fand trotz eines Konkurrenzkampfs mit dem Litton LTN-51 und einer anfänglich schwachen MTBF Verbreitung auf Maschinen wie der Boeing 707, 727, 737, 747, der McDonnell Douglas DC-10 und der Lockheed L-1011.

## Aufbau und Bedienung

### Komponenten

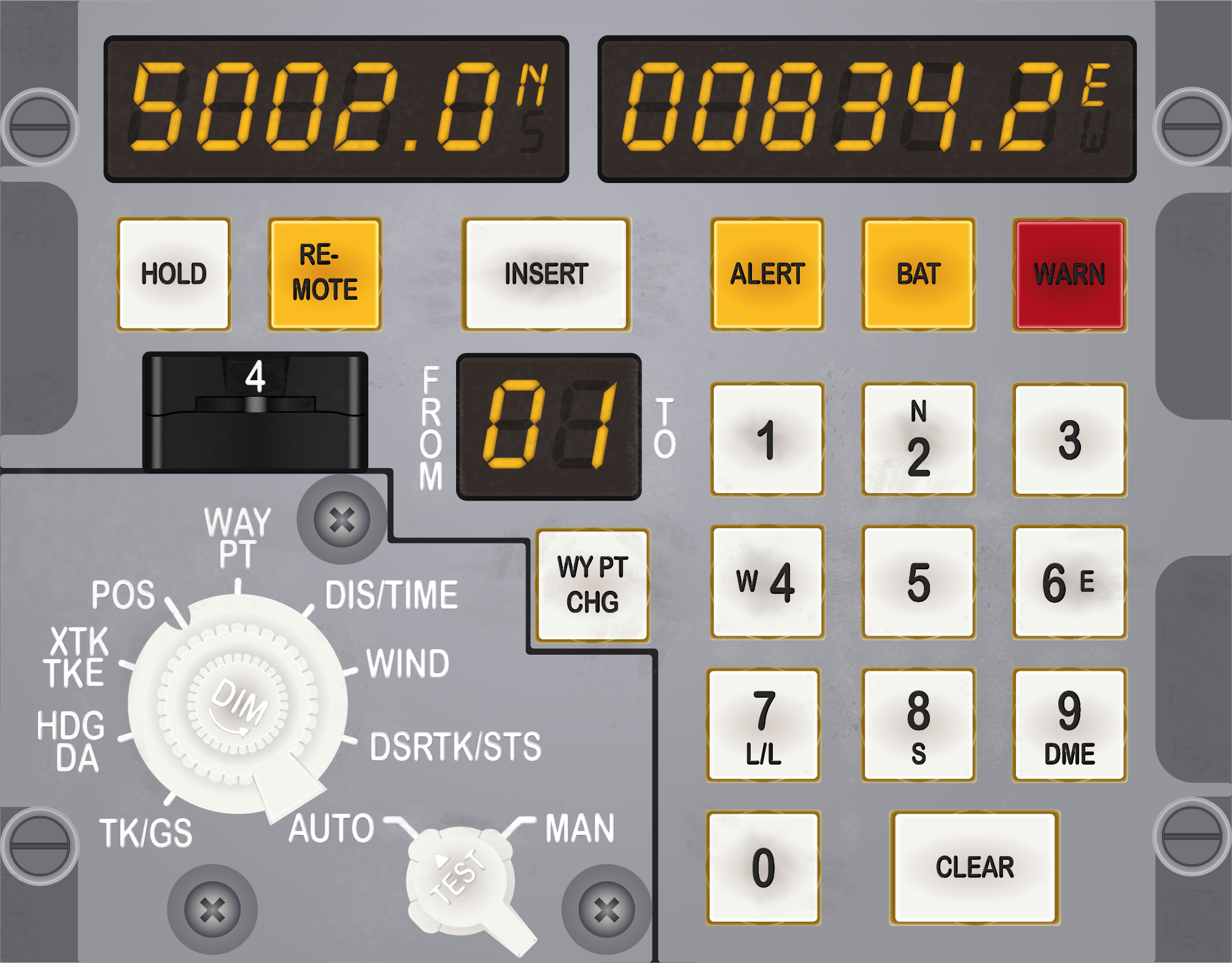
Control and Display Unit eines Delco Carousel IV-A: In den beiden oberen Flüssigkristallanzeigen die aktuelle Positionsvorstellung der INU, die den geographischen Koordinaten des Flughafens Frankfurt entspricht.

Das Delco Carousel IV bestand aus vier zentralen Elementen:
- Die Inertial Navigation Unit, kurz INU, beinhaltete mit den Beschleunigungssensoren und Gyrometern in vollkardanischer, kreiselstabilisierter Aufhängung das Herzstück der Einheit: Die in drei Ebenen auf einer Plattform angebrachten Beschleunigungssensoren wurden im Gegensatz zu heutigen, starren Lösungen jederzeit horizontal zur Erdoberfläche ausgerichtet. Mittels Aufintegrieren der Sensormesswerte über die Zeit konnte die räumliche Lage der Maschine ausgehend von einer Anfangsposition rekonstruiert werden (siehe auch: Trägheitsnavigationssystem#Grundprinzip). Weiter noch fanden sich in diesem Teil des Delco Carousel unter anderem der digitale Prozessor sowie ein Analog-Digital-Umsetzer zur Kommunikation mit den übrigen Systemen des Flugzeugs. Letzterer ermöglichte eine Aufschaltung auf den Autopiloten zwecks Abfliegen einer programmierbaren Wegpunktfolge sowie die Wiedergabe von Carousel-Informationen im Horizontal Situation Indicator des Flugzeugs.
- Die Control and Display Unit, kurz CDU, stellte die Schnittstelle für die Piloten dar. Das rund 14,5 × 11,5 cm große Bedienelement beherbergte neben drei Flüssigkristallanzeigen die numerischen Tasten zur Koordinaten- und Wegpunkteingabe, weitere Funktionstasten, Statusleuchten und zwei Drehwahlschalter, mit denen Zusatzinformationen zum Flugweg und zum Betrieb des Delco Carousel abgerufen werden konnten.
- Die Mode Selector Unit, kurz MSU, ermöglichte ein Umschalten zwischen den Betriebsmodi des Delco Carousel (Off, Standby, Align, Navigation, Attitude) und beinhaltete darüber hinaus Lampen zur Signalisierung der Einsatzbereitschaft und zum Kenntlichmachen des Notstrombetriebs. Diese Einheit konnte wahlweise direkt über der CDU aber auch an anderer Stelle im Cockpit verbaut werden.
- Die Battery Unit, kurz BU, garantierte eine selbstständige, autarke Gleichstromversorgung für bis zu 15 Minuten. Sie kam beim Einschalten des Systems und in Notsituationen zum Einsatz – sprich dann, wenn eine ausreichende Stromversorgung durch das Flugzeug selbst nicht mehr gewährleistet werden konnte und die 115-Volt-Primärspannung unter einen bestimmten Wert fiel. Die Aktivierung der BU wurde durch das Aufleuchten einer roten Warnleuchte in der MSU quittiert. Durch die Installation einer Erweiterung konnte die Notstromversorgung für bis zu 30 Minuten garantiert werden.

Sowohl INU als auch BU wurden außerhalb der Reichweite der Piloten und damit außerhalb des Cockpits in der Electronic-and-Equipment-Sektion (E & E Bay) des Flugzeugs verbaut. Bei Nachrüstungen bestand später die Möglichkeit, das System zum Beispiel auf Palettenbasis im Frachtraum einer Boeing 707 unterzubringen.

### Bedienung

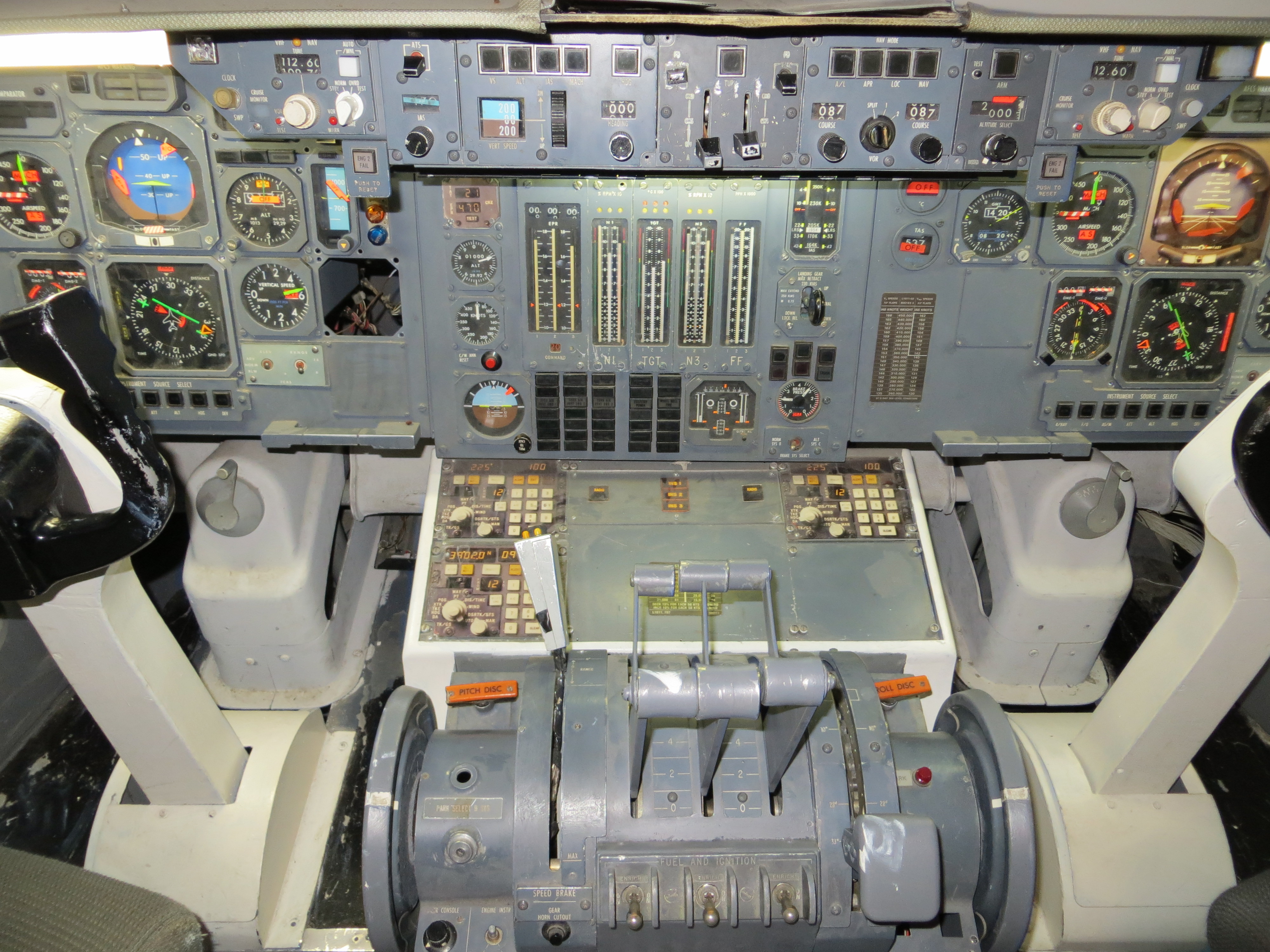
Cockpit-Verfahrenstrainer einer Lockheed L-1011 TriStar im National Airline History Museum, Kansas City, mit drei verbauten Carousel IV und ihren Bedieneinheiten im vorderen Bereich der Mittelkonsole.

Dem eigentlichen Betrieb des Carousel IV ging eine Initialisierungsphase im Align-Modus von zehn bis fünfzehn Minuten Dauer voraus, die abhängig von der geographischen Breite auch eine längere in Anspruch nehmen konnte und in der das Flugzeug nicht bewegt werden durfte. Die hier eingegebene Startposition bildete die Grundlage für das spätere Aufintegrieren der Messwerte; Beschleunigungssensoren und Gyroskope des Carousel IV initialisierten sich in und das System unterzog die Notstromversorgung einem Selbsttest.
Während der Initialisierung sowie im späteren Betrieb konnten bis zu neun Wegpunkte in den Speicher des Carousel IV eingegeben werden. Nach Abschluss der Initialisierung und Wechsel in den zentralen Navigation-Modus zeichnete die Einheit betriebsbereit – alle ab diesem Zeitpunkt vorgenommenen Änderungen bezüglich der räumlichen Flugzeuglage wurden von der INU erfasst und die Positionsvorstellung des Carousel mit jeder Bewegung aktualisiert. Beim Abfliegen des eingegebenen Flugplans im Automatik-Modus schaltete das Carousel IV selbstständig zum nächsten Wegpunkt. Überflog die Maschine sodann den neunten Wegpunkt, der gleichzeitig das Limit des internen Speichers darstellte, wechselte das System zurück zum ersten Wegpunkt, sodass eine Besatzung bei Flugplänen mit mehr als neun Wegpunkten ein kontinuierliches Umprogrammieren im Flug vornehmen musste. Abseits hiervon konnte durch Einsatz der Waypoint-Change-Taste von der gegenwärtigen Position ebenso einer der neun Wegpunkte direkt angeflogen, Zwischenpunkte übersprungen oder gar ein beliebiges Verbindungssegment zwischen zwei Wegpunkten angesteuert werden, um von dort aus im Flugplan fortzufahren.
Wie alle Trägheitsnavigationssystem sah sich auch das Delco Carousel IV einer bedeutenden Problematik ausgesetzt: ein mit der Zeit wachsendes Abweichen von der eigentlichen Flugzeugposition („Drift“) durch das stetige Aufintegrieren kleinerer Messfehler. Die britische Fluggesellschaft BOAC gab einige Monate nach der Einführung einen maximalen Drift von 0,57 NM/Betriebsstunde in 50 % aller Fälle und einen maximalen  Drift von 1,35 NM/Betriebsstunde in 95 % aller Fälle an. Zwar gestalteten sich diese Werte verhältnismäßig gut, sie übertrafen die Erwartungen der Fluggesellschaften und Delcos eigene Garantie von maximal 2 NM Drift pro Betriebsstunde im positiven Sinne sogar noch, man wollte sie aber dennoch verbessern können. Daher bestand ab der Version IV-A die Möglichkeit, die Position im Flug periodisch über den Empfang von Drehfunkfeuern mit angeschlossenem Distance Measuring Equipment zu präzisieren und zu aktualisieren. Nach manueller Eingabe der Koordinaten der Entfernungsmessausstattung und ihrer Höhe stand die Carousel-Einheit für die Dauer des einige Minuten anhaltenden Aktualisierungsvorgangs nicht für die eigentliche Navigation bzw. Aufschaltung auf den Autopiloten zur Verfügung, während der angesammelte Drift rückgängig gemacht wurde. Abseits dieser Maßnahme konnte in Maschinen mit dreifacher Carousel-Ausführung – unabhängig von den jeweils verbauten Carousel-Version – auch die Positionsgenauigkeit durch Interpolation und Abgleich aller drei Gerätesignale erhöht werden. Eine über den MSU-Drehwahschalter erreichbare, dimensionslose Performance-Index-Anzeige informierte die Besatzung jederzeit über die gegenwärtige Systemgenauigkeit.